# Cosmoscarta celebesensis
Cosmoscarta celebesensis är en insektsart som beskrevs av Victor Lallemand 1922. Cosmoscarta celebesensis ingår i släktet Cosmoscarta och familjen spottstritar. Inga underarter finns listade i Catalogue of Life.